# Essex, Connecticut
Essex är en kommun (town) i Middlesex County i delstaten Connecticut, USA med cirka 6 505 invånare (2000). Den har enligt United States Census Bureau en area på totalt 30,6 km² varav 3,8 km² är vatten. 